# شوتو ماتشينو
شوتو ماتشينو (باليابانية: 町野 修斗) (مواليد 30 سبتمبر 1999) هو لاعب كرة قدم ياباني.

## وصلات خارجية
- شوتو ماتشينو على موقع رابطة كرة القدم اليابانية للمحترفين (اليابانية)
- شوتو ماتشينو على موقع إي إس بي إن إف سي (الإنجليزية)
- شوتو ماتشينو على موقع قاعدة بيانات كرة القدم.إي يو (الإنجليزية)
- شوتو ماتشينو على موقع بيانات كرة القدم. دي إي (الألمانية)
- شوتو ماتشينو على موقع ناشيونال فوتبول تيمز (الإنجليزية)
- شوتو ماتشينو على موقع Soccerbase.com (لاعب) (الإنجليزية)
- شوتو ماتشينو على موقع Soccerway.com (الإنجليزية)
- شوتو ماتشينو على موقع عالم كرة القدم.نت (الإنجليزية)